# 道家達将
道家 達将（どうけ たつまさ、1928年 - 2024年6月8日）は、日本の科学史家。理学博士（北海道大学・論文博士・1976年）。東京工業大学名誉教授。

## 略歴
愛知県生まれ。海軍兵学校（77期）を経て、1951年名古屋大学理学部化学科卒。1952年同物理学科研究生修了。紀伊國屋書店、和光学園勤務ののち、1963年東京工業大学助手、1967年助教授、1973年教授、1976年北海道大学より理学博士の学位を取得。1989年退官、名誉教授。茨城大学人文学部教授。放送大学教授。
2024年6月8日に死去。95歳没。

## 著書
- 『空気』（誠文堂新光社、理科の教室） 1959年
- 『日本の科学の夜明け』（岩波書店、岩波科学の本） 1979年4月
- 『新・ろうそくの科学』（岩波書店、算数と理科の本） 1981年10月
- 『人間の歴史を考える 3 からだの認識と医療』（岩波市民大学） 1994年6月
- 『科学と技術の歩み』（岩波ブックレット） 1995年5月

## 共編著
- 『医学の発展』（大沼正則共著、筑摩書房、やさしい科学の歴史） 1957年
- 『道を開いた人びと 世界発明発見ものがたり』（大沼正則, 板倉聖宣共著、筑摩書房、新中学生全集） 1962年
- 『生物 家畜から人工生命まで』（国土社、発明発見物語全集9） 1964年
- 『医学 おまじないから病気のない世界へ』（国土社、発明発見物語全集10） 1964年
- 『シリーズ 教科の論理と心理 第5 理科編』（波多野完治共編、明治図書出版） 1968年
- 『二十世紀科学の原流』（日本放送出版協会、NHKブックス） 1968年
- 『産業技術の動向 2』（放送大学） 1988年3月
- 『現代産業技術』（放送大学） 1993年3月
- 『科学技術史』（放送大学） 1995年2月
- 『先端工学』（放送大学） 1997年3月
- 『科学と技術の歴史』（赤木昭夫共著、放送大学） 1999年3月
- 『地球環境を考える』（新飯田宏共編著、放送大学） 1999年3月
- 『物質の科学と技術開発』（平川暁子共編、放送大学） 1999年3月

## 翻訳
- 『物理の歴史』（チャールス・A・ライヘン、大沼正則共訳、恒文社、図説=科学の歴史6） 1966年
- 『医学の歴史』（ジャン・スタロビンスキー、大沼正則共訳、恒文社、図説=科学の歴史8） 1966年
- 『五人の大科学者 その想像的対話』（マイケル・ホスキン、蒼樹書房） 1975年
- 『人間の進歩』（J・ブロノフスキー、岡喜一共訳、文化放送開発センター出版部） 1980年9月
- 『自然界における五つの時間』（J・T・フレーザー、山崎正勝共監訳、講談社） 1984年4月
- 『二重らせんへの道 下 DNA構造の発見』（ロバート・オルビー、紀伊国屋書店） 1996年2月
- 『古代の技術史 下』（フォーブス、平田寛, 大沼正則, 栗原一郎, 矢島文夫共監訳、朝倉書店） 2008年11月